# Elissa Aalto
Elissa Aalto, rozená Elsa Kaisa Mäkiniemi, (22. listopadu 1922 Kemi – 12. dubna 1994 Helsinky) byla finská architektka a designérka.

## Životopis
V roce 1941 začala studovat na Helsinské technické univerzitě. Po získání diplomu v roce 1949 začala svou kariéru v kanceláři architekta Alvara Aalta. V roce 1952 se za něj provdala. Po jeho smrti v roce 1976 se stala vedoucí společnosti Alvar Aalto & Co. a vedla projekty Alvara Aalta, jako bylo například vybudování operního domu v Essenu. Byla také generální ředitelkou nábytku Artek. Zemřela v roce 1994, pohřbena byla vedle svého manžela na hřbitově Hietaniemi v Helsinkách.

## Dílo
- radnice Rovaniemi
- universitní hlavní budova Jyväskylä
- Säynätsalo Hall
- Kunstmuseum Aalborg
- knihovna Viipuri